# Benin zászlaja
Benin zászlaja Benin egyik állami jelképe.
A zöld szín az ország tengerpartjainak kékeszöld vizét szimbolizálja, míg a sárga szín az országban megtalálható sok homokot jelképezi. A piros pedig az elhunyt őslakosok vérét szimbolizálja. 

Benin zászlaja 1975 - 1990, arányai 2:3

Benin zászlóját 1958. december 4-én vonták fel, és 1960-ban, a függetlenség elnyerésekor lett hivatalos. Mathieu Kérékou tábornok puccsa után egy új zászlót vezettek be. A zászló zöld volt és a bal felső sarokban egy vörös csillag volt, amely a kommunizmust jelképezte.
1990. november 1-jén ismét a korábbi zászló lett a hivatalos.